# ساكسن 3 فنجي الأحمر
كان طابع البريد ساكسن 3 فنجي الأحمر، المعروف باسم ساكسندراير، والذي صدر في 29 يونيو 1850 وكان صالحًا من 1 يوليو 1850 حتى 31 ديسمبر 1867، أول طابع بريد لمملكة ساكسونيا، مما جعل ساكسونيا الثانية بين الولايات الألمانية (بعد مملكة بافاريا) التي تصدر طوابع بريدية.

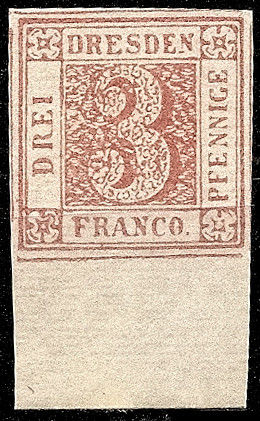
طابع بريد محلي مستوحى من تصميم طابع (ساكسن 3 فنجي الأحمر)

تزامنت بداية صلاحية الطابع البريدي مع تدشين الاتحاد البريدي النمساوي الألماني، الذي كان يهدف إلى تبسيط النظام البريدي المتنوع حتى ذلك الحين في ألمانيا، بما في ذلك دفع رسوم البريد وتسوية الرسوم البريدية بين أعضاء الاتحاد. وكانت طوابع البريد قد أثبتت فعاليتها في دول أخرى بحلول ذلك الوقت.
بقيمة 3 بفينيج (= 3/10 نيوجروشن = 1/100 ثالر)، صُممت طابعات ساكسندراير لختم المطبوعات، مثل الصحف المُغلّفة. وغالبًا ما كان المُرسِلون يُلصقون الطابع بطريقة تجعل نصفه مُلتصقًا بالغلاف، والنصف الآخر بمحتوياتهِ، بحيث لا تنزلق الأغلفة. نتيجةً لذلك، أُتلفت معظم طوابع هذا الإصدار، ولم يبقَ سوى أقل من 1% من العدد الأصلي.
طُبعت صحيفة ساكسندراير بأسلوب طباعة المحارف المنضدة على أوراق من خمسة طوابع في أربعة. بلغ إجمالي عدد الطوابع المطبوعة 500,000 طابع في 25,000 ورقة من صحيفة الطوابع، بثمانية طبعات مختلفة، يمكن تمييزها من لون حبر الطباعة، الذي يتراوح بين اللون الأحمر القرميدي الباهت والقرمزي. بِيعَ 463,118 طابعًا من هذا الإصدار، بينما أُحرق الباقي.
لم يبقَ سوى حوالي ثلاثة أو أربعة آلاف طابع بريد من طوابع ساكسندراير. معظمها ملغي بضربة قلم أو ختم بريد، وحوالي 10% منها غير مستخدمة (طابع مطبعة أصلي). ولقد بقيت صحيفة طوابع واحدة كاملة، لكنها في حالة مُرممة. عُثر عليها ملتصقة بجدار وقد تضررت عند إزالتها. انتقلت ملكيتها عدة مرات، كان آخرها عام 1994. وكسرت صفحة ثانية في عقد التسعينيات من القرن التاسع عشر. وهنالك مجموعة من ستة طوابع هي ملك لمتحف برلين للاتصالات، خليفة متحف الرايخ للبريد؛ ومجموعة من أربعة طوابع من الزاوية اليمنى السفلية للصحيفة مملوكة لأفراد.
نظرًا لندرة هذا الطابع فكان التزوير والتزييف من نصيبهُ على الغالب. وقد جعلتهُ شعبيته جزءًا من تصميم العديد من إصدارات الطوابع التذكارية، وحوالي عام 1900، أصدرت شركة دريسدنر فيركهرس-أنستالت هانزا الخاصة طابعًا بريديًا يشبه تصميمهُ إلى حد كبير. ويتراوح سعر طابع البريد الواحد بين 30 ألف دولار أمريكي و220 ألف دولار أمريكي لصحيفة الطوابع.

## فهرس مصادر
- Georg Bühler (1978). Sachsen 3 Pfennig rot.
- Friedrich W. Dieck (1921). Handbuch der Freimarken des Königreichs Sachsen. Leipzig. مؤرشف من الأصل في 2016-05-02.{{استشهاد بكتاب}}:  صيانة الاستشهاد: مكان بدون ناشر (link)
- Julius Kaufmann (1960). "Die Sachsen 3 Pfennig". Zwölf berühmte Briefmarken. Tel Aviv. ص. 93–99.{{استشهاد بكتاب}}:  صيانة الاستشهاد: مكان بدون ناشر (link)
- Arnim Knapp (2010). Der "Sachsen-Dreier" der königlich sächsischen Postverwaltung. Wiesbaden: Heinrich Köhler GmbH & Co. KG.